# Crepidium irregularis
Crepidium irregularis är en orkidéart som först beskrevs av Johannes Jacobus Smith, och fick sitt nu gällande namn av Dariusz Lucjan Szlachetko. Crepidium irregularis ingår i släktet Crepidium, och familjen orkidéer. Inga underarter finns listade i Catalogue of Life.